# Merremia hassleriana
Merremia hassleriana là một loài thực vật có hoa trong họ Bìm bìm. Loài này được (Chodat) Hassl. mô tả khoa học đầu tiên năm 1911.